# パイプライン輸送

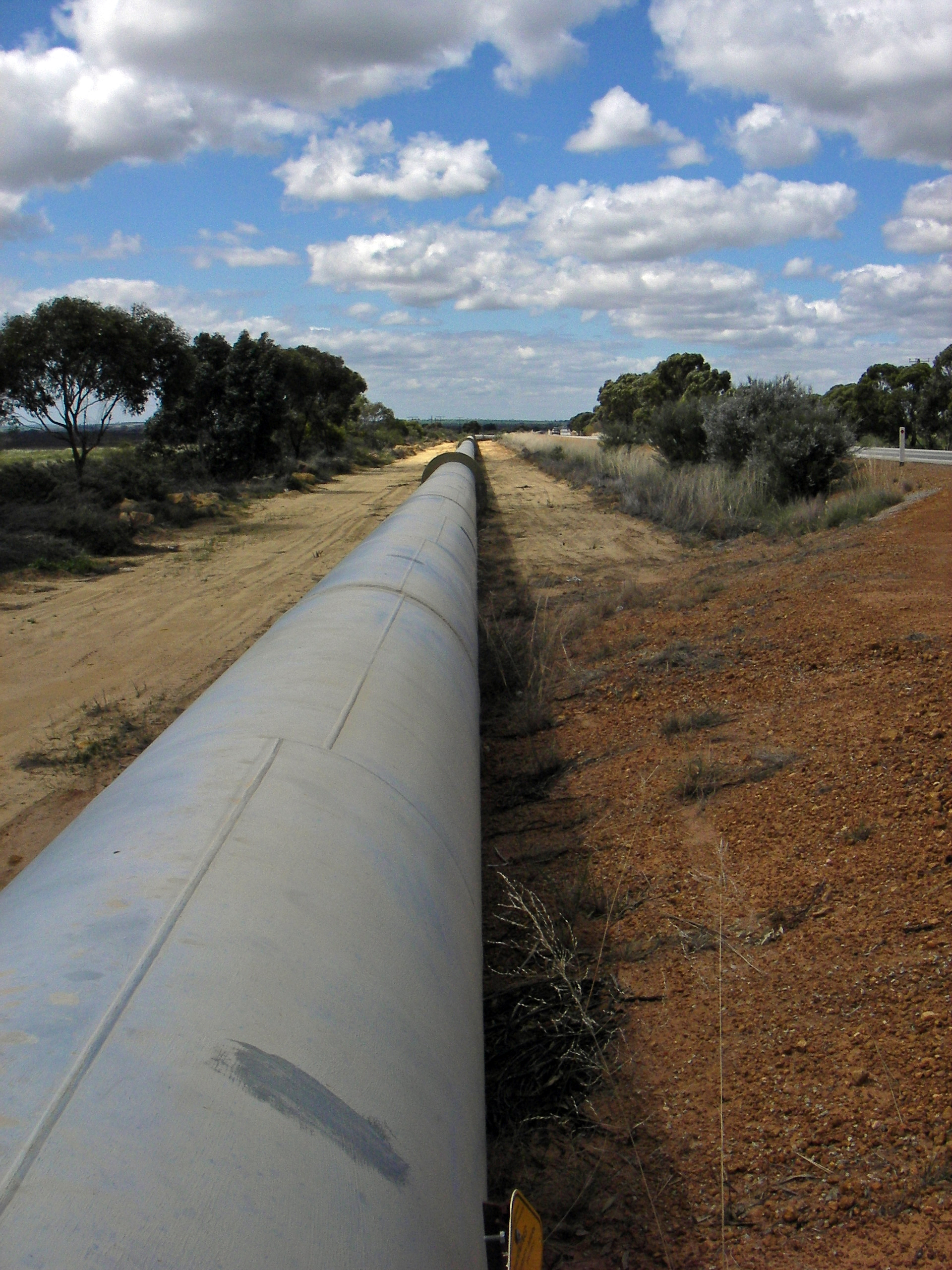
西オーストラリア州ゴールドフィールズ・エスペランス地域にあるゴールドフィールズ給水パイプライン（英語版記事）

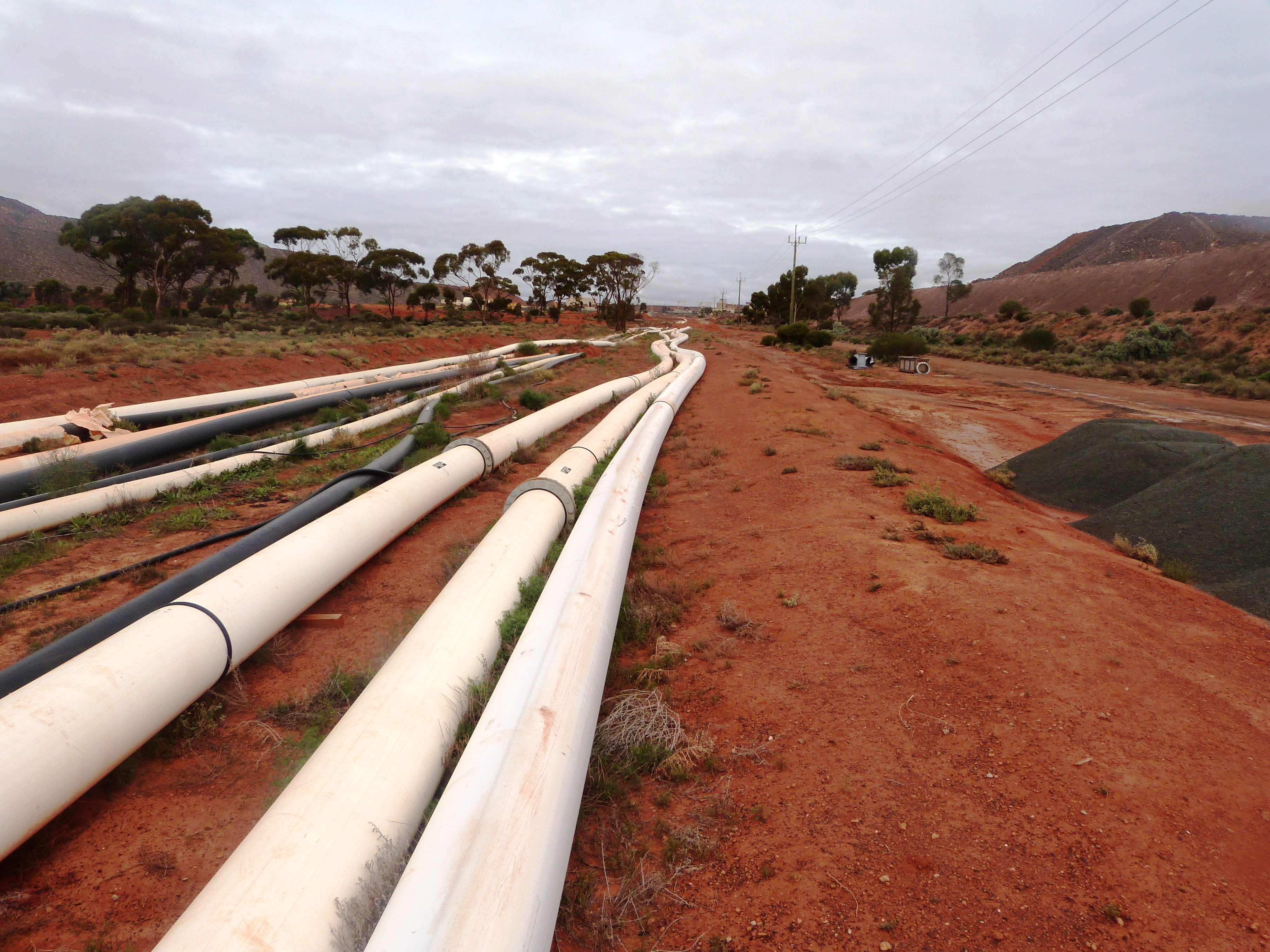
安価で設置も容易な高密度ポリエチレン製のパイプを使って設営された複数用途のパイプライン（主に給水用）。オーストラリアにて。

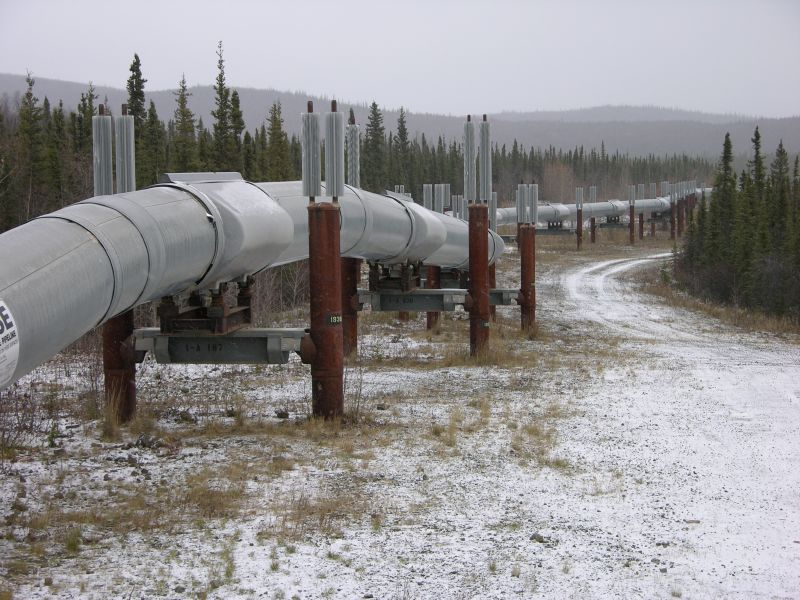
アラスカ州北部の油田地帯から南へ延びるトランス＝アラスカ・パイプライン（石油パイプライン）。
永久凍土がパイプラインの熱で溶け出ないよう支持材から浮かせて取り付けられており、かつ支持材はヒートパイプと放熱器とにより永久凍土から熱を汲み出す設計で、永久凍土の温度が上がって基礎が溶けパイプラインが沈み込まないないよう工夫がなされている。
また野生動物の交通路を確保する観点からも地表面からパイプラインを浮かして設置している。

パイプライン（パイプライン、英語: pipeline）とは、流体を移送するために設置される、パイプを連続的に接合したシステム。ここでの流体は様々な液体（上水・下水、その他の用水）や流動性の燃料のことで、燃料とは石油とガス燃料のことである。地上、または地下、もしくは海底面、あるいは海底面下に設置される。

## 概説
パイプラインは石油やガスのような可燃性の液体や気体の輸送管である。内陸にある油田と石油輸出ターミナルあるいは製油所などを結んで設けられる。最初のパイプライン事業は1865年にアメリカ合衆国・ペンシルバニア地方の油田地帯に始まる。パイプラインは遠距離の大容量の輸送に適しており経済的である。しかし、パイプラインは初期投資として巨額の建設費用がかかり燃料の輸送費用のかなりの部分を償却費が占めるといわれる。また、パイプラインは輸送元と輸送先が固定的でありフレキシビリティが無いといった短所がある。なお、パイプラインは広義には上水道管、下水道管、暖房用熱気送管、郵便物輸送用の空気送管（気送管）などを含む。なお、パイプラインの敷設は野生動物の生息域の分断を招くとの指摘もある。
日本における石油、ガスなどのパイプライン輸送は、土地の所有権が細分化されている上に地価が高いこと、起伏が多い地形や地震などの理由から採算が合わず少なかったが、天然ガスの分野では石油資源開発（JAPEX）が精力的にパイプラインを敷設した。JAPEXの総延長は2012年2月現在、苫小牧市〜小樽市、新潟市〜仙台市、白石市〜郡山市の間など総延長826kmにも及ぶ。
ロシアサハリン州沖で天然ガス田（サハリン1）の開発が進められている。この天然ガスの輸送には、ロシア〜日本間の大規模パイプラインの建設が検討されてきた。しかし、2004年11月に、開発の主体であるエクソンモービルは、中華人民共和国のエネルギー需要の伸びに目をつけ、日本向けのパイプライン輸送を白紙撤回する方針を固めた。2006年には全量が中華人民共和国へ輸出されることが決定し、計画は頓挫した。
- コンプレッサーステーション（英語版）、ポンプステーション（フランス語版） - 圧力をかけて送り出す場所[4]。
- パイプライン敷設船（英語版）

## 各地域の燃料用パイプライン

### 世界の燃料、水道水用パイプライン
- 中国＝ミャンマー・パイプライン (Sino-Myanmar pipelines)

ベンガル湾 →  ミャンマー ラカイン州チャウピュー →  中国雲南省昆明市

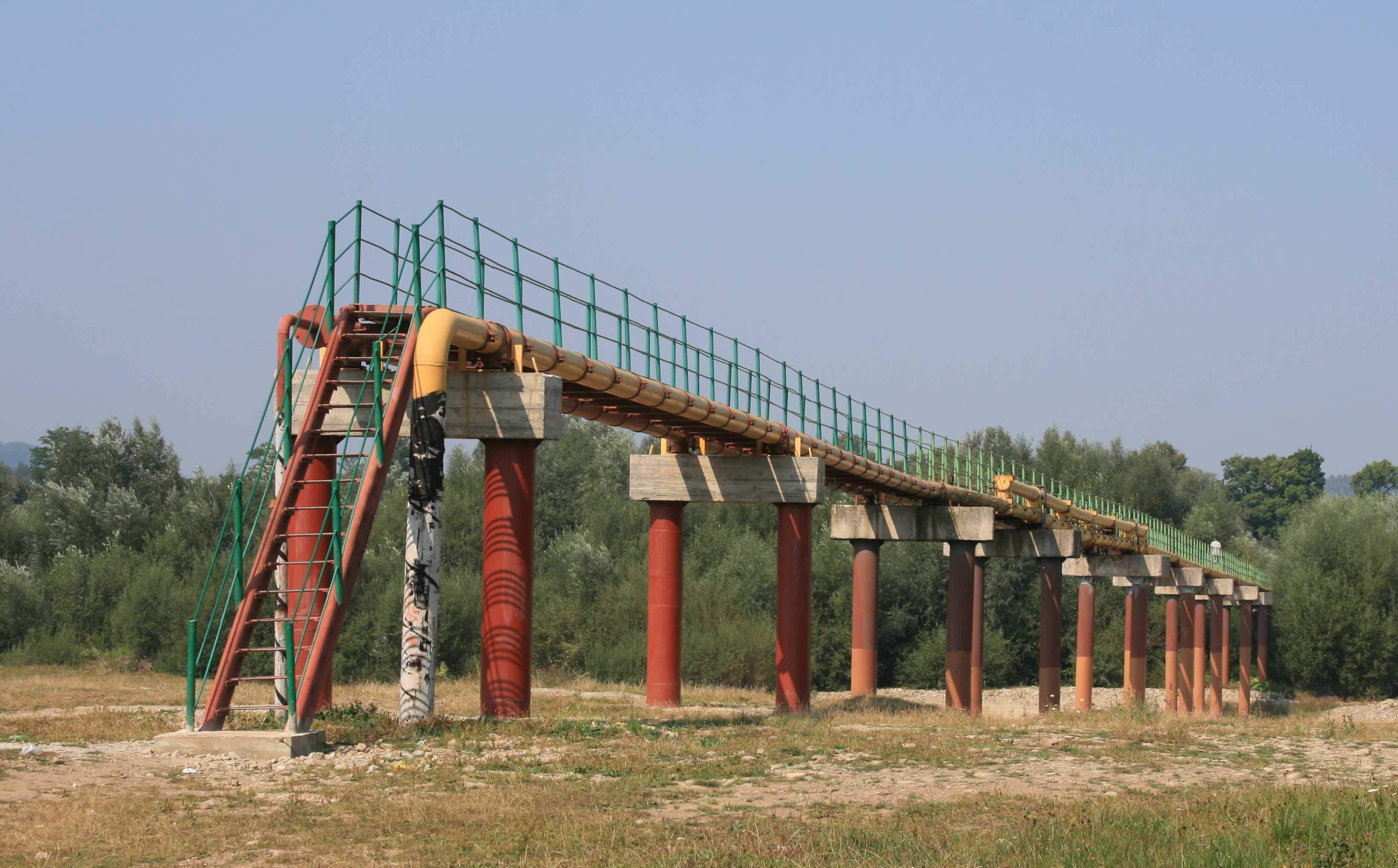
ドルジバ・パイプラインの地上部

- 蘭州・鄭州・長沙石油製品パイプライン、錦州・鄭州石油製品パイプライン、カザフスタン・中国石油パイプライン
- 西気東輸天然ガスパイプライン、中央アジア・中国天然ガスパイプライン
- 東シベリア＝太平洋・石油パイプライン (Eastern Siberia–Pacific Ocean oil pipeline)

別名：ESPOパイプライン。ロシア連邦イルクーツク州タイシェト → 極東連邦管区ナホトカのコズミノ港。 中国大慶市への支線もある。
- ドルジバ・パイプライン (Druzhba pipeline)

ロシア連邦サマラ州サマーラ → 東ヨーロッパ各国。総延長距離は約4,000km。世界最長の石油パイプライン。
- バクー＝ノヴォロシースク・パイプライン (Baku–Novorossiysk pipeline)

 アゼルバイジャン バクー油田 → ロシア連邦ノヴォロシースク
- バクー＝トビリシ＝ジェイハン・パイプライン (Baku–Tbilisi–Ceyhan pipeline)

別名：BTCパイプライン。 アゼルバイジャン バクー油田 → トビリシ →  トルコ ジェイハン。
- トランス・アドリアティック・パイプライン（英語版） (Trans Adriatic Pipeline)

 アゼルバイジャン →  ギリシャ →  アルバニア → アドリア海を経由して イタリアに到る、天然ガスパイプライン。2020年11月15日に商業運転を開始。
- タブリーズ＝アンカラ・パイプライン (Tabriz–Ankara pipeline)

別名：イラン＝トルコ・パイプライン。 イラン タブリーズ →  トルコ アンカラ。全長2,577 kmの天然ガスのパイプライン。2001年完成。
- アブダビ＝フジャイラ・石油パイプライン（英語版） (Habshan–Fujairah oil pipeline)

 アラブ首長国連邦 アブダビ（紅海方面） － フジャイラ（オマーン湾方面）
- トランス＝アラビアン・パイプライン (Trans-Arabian Pipeline)

別名：TAPライン（タップライン）。 サウジアラビア －  ヨルダン －  シリア －  レバノン間。政情不安等により、1983年よりシリア－レバノン間は送油が停止している。
- 南ガス回廊
- アドリア石油パイプライン（英語版） (Adria oil pipeline)

 クロアチア オミシェリ備蓄基地（リエカ港近くに所在）→ シサク →  セルビア ノヴィ・サド → パンチェヴォ →  ハンガリーと繋がる原油パイプライン。 スロベニア と ボスニア・ヘルツェゴビナ ボサンスキ・ブロドへの支線もある。セルビア石油産業が運用。

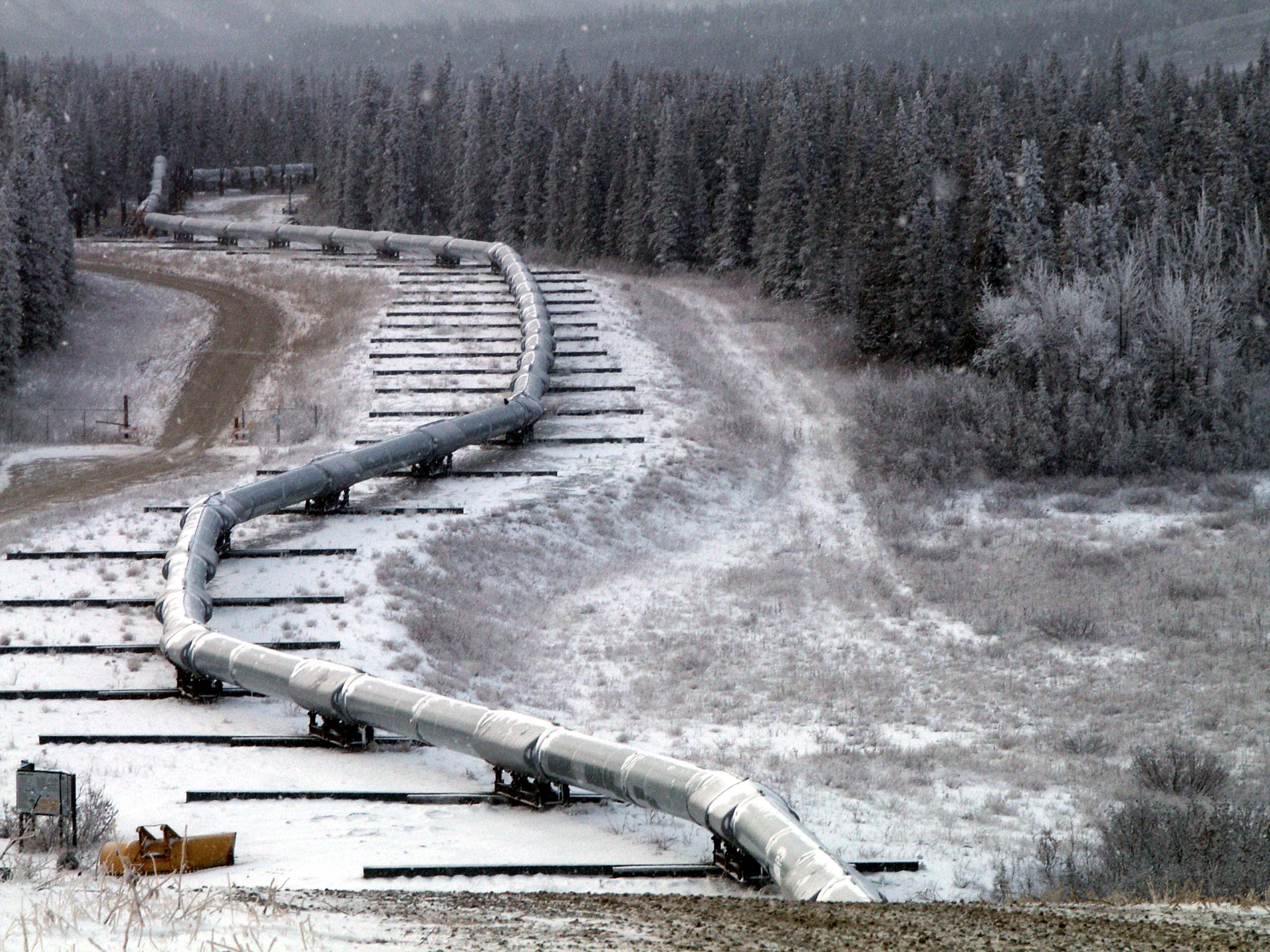
アラスカの地上を南北に走るトランス＝アラスカ・パイプライン

- トランス＝イスラエル・パイプライン（英語版） (Trans-Israel pipeline)

 イスラエル アシュケロン（地中海方面）－ エイラート（紅海方面）
- チャド＝カメルーン・パイプライン (Chad–Cameroon pipeline)

 チャド ドバ油田 →  カメルーン クリビ沖合の海域に建設された積み出し基地。
- トランス＝アラスカ・パイプライン・システム (Trans-Alaska Pipeline System)

 アメリカ合衆国アラスカ州。プルドーベイ油田 → バルディーズ。1977年完成。アラスカを南北に縦断する。

### 日本の燃料用パイプライン
世界的視野からは、 日本国内にある燃料用パイプラインに特筆性を見出せない。したがって、日本国内についてはセクションを特設して解説する。代表的なものを以下に挙げる。
- 羽田空港航空燃料パイプライン[5][6]

東京都大田区に所在する石油パイプライン。1955年（昭和30年）6月竣工、同年12月供用開始の、三愛石油株式会社が整備した日本初のハイドラントシステム（地下パイプラインで燃料を圧送するシステム）の根幹をなすパイプライン。埋蔵配管の総延長距離は約40km。
- 成田国際空港航空燃料パイプライン[7]

千葉市の東京湾岸（千葉港頭石油ターミナル〈所在地: 千葉市美浜区新港233〉）→ 四街道石油ターミナル（中間ポンプステーション）→ 成田国際空港石油ターミナル（第1・第2給油センター〈千葉県成田市〉）
同空港が開港してから5年後の1983（昭和58年）に完成した石油パイプライン。それまでは暫定的に貨物列車を用いて鉄道で燃料を輸送していた。総延長距離は約47km。輸送は、2005年（平成17年）10月からは成田空港給油施設株式会社（英称: NAA Fueling Facilities Corporation、頭字語: NAAF〈ナーフ〉、日本語通称: NAAF給油）が請け負っている。

## 事件・事故
- 2013年11月22日、青島パイプライン爆発事故（中国版）[13][14]。中国山東省青島市黄島区のシノペック管理の石油パイプラインが市街地で爆発し[13]、死者55人[14]、行方不明者9人[14][15]。

## パイプラインへの襲撃
- パイプラインの破壊は、一国の経済を左右することとなりかねず、戦争・内乱やテロの標的となりやすい。
- 2006年5月12日 - ナイジェリア国営石油公社のパイプラインが爆発し、死傷者は推定200人という大惨事になった[16]。爆発の原因は、地元住民がパイプラインに穴を開け、窃盗していた際に何らかの火が引火したものとされている[16]。
- 2010年12月20日 - メキシコはプエブラ州の町サン・マルティン・テスメルカン・デ・ラバスティーダ (San Martín Texmelucan de Labastida) でペメックス（同国の国営石油企業）が管理するパイプラインが爆発し、27人が死亡、52人が負傷した[17]。爆発の原因は、何者かが石油の抜き取りを行なったものと推測されている[17]。
- 2019年1月18日 - 2019年メキシコ・パイプライン爆発事故の発生 / メキシコはイダルゴ州の町トラウエリルパン (Tlahuelilpan) でガソリン輸送のためのパイプラインが爆発し、21人以上が死亡、71人が負傷した[18]。ペメックスは窃盗行為が原因であったとの声明を出している[18]。